# Message personnel (chanson)
Singles de Françoise Hardy
La Berlue
(1972) Ce soir
(1974)
Clip vidéo
Message personnel (archive INA, 1973)
sur YouTube
Message personnel est une chanson de Françoise Hardy et Michel Berger et qui ferme l'album du même nom, sorti en 1973. Elle est également sortie en single 45 tours avec en face B Première rencontre. En Allemagne, le titre est placé en face B sous le titre Je veux je ne peux pas si tu crois un jour que je t'aime,.

## Développement et composition
La chanson a été écrite par Michel Berger et Françoise Hardy. L'enregistrement a été produit par Michel Berger. La chanson, qui serait en partie un clin d'œil de Michel Berger à Véronique Sanson, dont il s'est séparé un an plus tôt, commence par une introduction parlée d'une minute et demi, écrite par Françoise Hardy, à la demande de Michel Berger qui souhaitait une participation personnelle de la chanteuse à cette chanson qu'il a par ailleurs écrite et composée. Le texte, adressé à une personne qui n'est pas nommée, qui est vouvoyée au début, et tutoyée à la fin du texte, reprend les thématiques souvent abordées par Françoise Hardy : la difficulté à communiquer, les relations amoureuses naissantes, etc.  
Le titre de la chanson n'apparaît nulle part dans le texte, il a été suggéré par Françoise Hardy elle-même, et renforce le sens du prologue, qui est par ailleurs le seul texte qu'elle a écrit sur tout l'album.
Il existe également une version anglaise, publiée en 45 tours en 1974 ; par ailleurs, une version instrumentale (mais avec les chœurs) qui présente quelques différences avec celle qu'on entend dans la version originale a été publiée sur l'édition anniversaire des 40 ans de l'album.

## Liste des pistes
45 tours Warner Bros. 16 331 (1973)
1. Message personnel (4:15)
2. Première rencontre (2:50)

## Classements
| Classement (1973)                       | Meilleure position |
| --------------------------------------- | ------------------ |
| France (IFOP)                           | 27                 |
| Belgique (Wallonie Ultratop 50 Singles) | 6                  |
| Québec (Palmares Francophone)           | 20                 |

| Classement (2010)                                   | Meilleure position |
| --------------------------------------------------- | ------------------ |
| Belgique (Wallonie Ultratop Back Catalogue Singles) | 1                  |
| Classement (2013)                                   | Meilleure position |
| France (SNEP)                                       | 140                |

## Reprises
La chanson a été reprise par Michel Berger lui-même, France Gall, Isabelle Huppert (dans le film 8 femmes, sorti en 2002), Jenifer, Willeke Alberti (en néerlandais sous le titre Als je komt dan zal ik thuis zijn), Lara Fabian, Julie Pietri, Véronique Sanson, Barbara Carlotti & Dominique A.
Françoise Hardy a également enregistré une version anglaise (intitulée aussi Message personnel),.
En 2023, le groupe Blankass a également repris cette chanson sur son album "Si possible heureux"